# La Chapelle-Bâton (Deux-Sèvres)
La Chapelle-Bâton è un comune francese di 369 abitanti situato nel dipartimento delle Deux-Sèvres nella regione della Nuova Aquitania.

## Società

### Evoluzione demografica
Abitanti censiti